# Ateleute orbitalis
Ateleute orbitalis là một loài tò vò trong họ Ichneumonidae.